# Bungo (Delima)
Bungo is een bestuurslaag in het regentschap Pidie van de provincie Atjeh, Indonesië. Bungo telt 384 inwoners (volkstelling 2010).